# Beixiangdian
Beixiangdian (kinesiska: 北向店, 北向店乡) är en socken i Kina. Den ligger i provinsen Henan, i den centrala delen av landet, omkring 320 kilometer söder om provinshuvudstaden Zhengzhou. Antalet invånare är 20 059. Befolkningen består av 9 911 kvinnor och 10 148 män. Barn under 15 år utgör 24,0 %, vuxna 15-64 år 64 %, och äldre över 65 år 11,0 %.
Genomsnittlig årsnederbörd är 1 378 millimeter. Den regnigaste månaden är juli, med i genomsnitt 253 mm nederbörd, och den torraste är december, med 18 mm nederbörd.